# Zespół Szkół Fototechnicznych w Warszawie

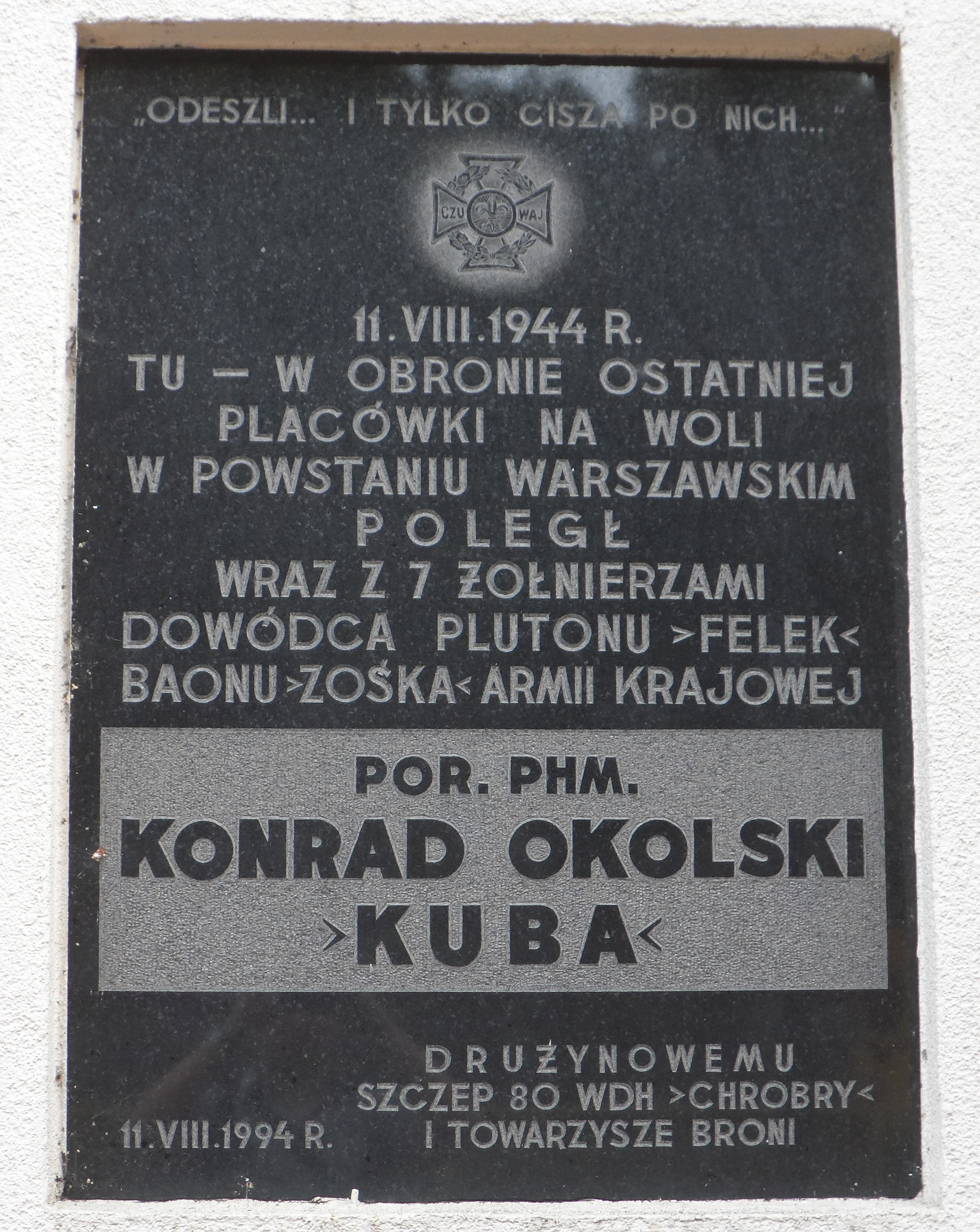
Tablica pamiątkowa na fasadzie budynku

Zespół Szkół Fototechnicznych w Warszawie – zespół szkół technicznych i zawodowych w Warszawie znajdujący się w dzielnicy Wola przy ul. Spokojnej 13. W jego skład wchodzą Technikum Fototechniczne i Zasadnicza Szkoła Fototechniczna; w ramach szkoły prowadzone są również kursy kwalifikacyjne dla dorosłych.

## Historia szkoły
- 1929 – powstanie Państwowej Szkoły Fotograficznej przy Państwowej Szkole Przemysłowo-Handlowej w Warszawie, do której tradycji odwołuje się dzisiaj szkoła.
- 1929 – Państwowa Szkoła Fotograficzna została przeniesiona z ul. Górnośląskiej na ul. Konwiktorską, jednocześnie zmieniając nazwę na Państwową Koedukacyjną Szkołę Fotograficzną.
- 1939–1944 – w okresie okupacji niemieckiej uczniowie kontynuowali naukę w ramach tajnych kompletów.
- 23 lutego 1945 – uchwałą Komisji Oświaty Krajowej Rady Narodowej powołane zostało Miejskie Koedukacyjne Gimnazjum Fototechniczne przy ul. Łukiskiej 19. Organizatorem szkoły był jej pierwszy dyrektor mgr Zbigniew Pękosławski.
- 1947 – Miejskie Koedukacyjne Gimnazjum Fototechniczne zostało tymczasowo przeniesione do budynku przy ul. Stawki 5.
- 1948 – Miejskie Koedukacyjne Gimnazjum Fototechniczne zostało przeniesione do budynku przy ul. Spokojnej 13.
- 1 września 1948 – nowy rok szkolny w budynku przy ul. Spokojnej rozpoczęli pod wspólną dyrekcją uczniowie Miejskiego Koedukacyjnego Gimnazjum Fototechnicznego oraz Państwowego Liceum Fotograficznego.
- 1951 – zmiana nazwy szkoły na Technikum Fototechniczne.
- 1954 – powołanie Zaocznego Technikum Kinematografii.
- 1959 – powołanie Zasadniczej Szkoły Fototechnicznej.
- 1961 – powiększenie terenu szkoły o boisko i dwa nowe budynki: laboratoriów i salę gimnastyczną.
- 1964 – Technikum Fototechniczne otrzymało imię radzieckiego astronauty Jurija Gagarina.
- 1 września 1976 – powołanie Policealnego Studium Zawodowego Nr 7.
- 1977 – placówka została przekształcona w Zespół Szkół Fototechnicznych.
- 11 sierpnia 1994 – przy wejściu do budynku Zespołu Szkół Fototechnicznych odsłonięta została tablica poświęcona pamięci Konrada Okolskiego ps. „Kuba” – dowódcy III plutonu „Felek” 2. kompanii „Rudy” batalionu AK „Zośka” w powstaniu warszawskim[1].
- 28 października 2013 – Technikum Fototechniczne otrzymało Honorowe wyróżnienie "Szkoła z pomysłem na kulturę" Prezydenta m.st. Warszawy[2]
- 2014 – szkoła otrzymała certyfikat „Srebrne Technikum 2014” miesięcznika „Perspektywy”.
- 2015 – szkoła otrzymała certyfikat „Złote Technikum 2015” miesięcznika „Perspektywy”[3].
- 2016 – szkoła otrzymała certyfikat "Srebrne Technikum 2016" miesięcznika „Perspektywy”[4].
- 2018 – szkoła otrzymała certyfikat "Brązowe Technikum 2019"   miesięcznika „Perspektywy”[5].

## Dyrektorzy szkoły
- 1945–1952 – mgr Zbigniew Pękosławski
- 1952–1954 – mgr Irena Pękosławska
- 1955–1963 – mgr Mieczysław Nykowski
- 1963–1964 – mgr inż. Jan Młodzki
- 1964–1982 – mgr Helena Walczak-Witek
- 1982–1989 – mgr inż. Dariusz Przetacki
- 1989–2006 – mgr inż. Edward Habas
- od 2006 – mgr inż. Grażyna Dobrzyńska-Klepacz

## Znani nauczyciele
- Marian Dederko
- Witold Dederko
- Zbigniew Pękosławski